# Schizolachnus parvus
Schizolachnus parvus är en insektsart som först beskrevs av Wilson 1915.  Schizolachnus parvus ingår i släktet Schizolachnus och familjen långrörsbladlöss. Inga underarter finns listade i Catalogue of Life.